# Feministische Ökonomie
Feministische Ökonomie ist eine kritische Betrachtung von Wirtschaftswissenschaften und Wirtschaftssystemen, mit einem Schwerpunkt auf geschlechterspezifische und inklusive wirtschaftlicher Forschung und Politikanalyse. Ein großer Teil der feministischen Wirtschaftsforschung konzentriert sich auf Themen, die im Fachbereich vernachlässigt wurden, wie z. B. Sorgearbeit, Häusliche Gewalt oder ökonomische Theorien, die durch eine bessere Berücksichtigung geschlechtsspezifischer Effekte und Wechselwirkungen – etwa zwischen bezahlten und unbezahlten Wirtschaftssektoren – verbessert werden könnten. Andere feministische Forschende haben neue Formen der Datenerhebung und -messung entwickelt, wie den Gender Empowerment Measure (GEM), sowie stärker geschlechtersensible Theorien wie den Capabilities Approach. Die feministische Ökonomie orientiert sich an dem Ziel, „enhancing the well-being of children, women, and men in local, national, and transnational communities.“
Feministische Ökonomen machen auf die sozialen Konstruktionen der traditionellen Wirtschaftswissenschaften aufmerksam, hinterfragen, inwieweit diese positiv und objektiv sind, und zeigen, wie ihre Modelle und Methoden durch eine ausschließliche Fokussierung auf männlich assoziierte Themen sowie eine einseitige Bevorzugung männlich assoziierter Annahmen und Methoden verzerrt sind. Während sich die Wirtschaftswissenschaften traditionell auf Märkte und männlich assoziierte Konzepte wie Autonomie, Abstraktion und Logik konzentrierten, fordern feministische Ökonominnen eine umfassendere Erforschung des wirtschaftlichen Lebens. Dazu gehören „kulturell weibliche“ Themen wie die Ökonomie der Familie sowie die Untersuchung der Bedeutung von Beziehungen, Konkretheit und Emotionen, um wirtschaftliche Phänomene besser zu erklären.

## Geschichte
Frühzeitig argumentierten feministische Ethikerinnen, Ökonominnen, Politikwissenschaftlerinnen und Systemwissenschaftlerinnen, dass die traditionelle Arbeit von Frauen (z. B. Kindererziehung, Pflege kranker älterer Menschen) und Berufe (z. B. Krankenpflege, Lehrtätigkeit) systematisch im Vergleich zu der von Männern unterbewertet werden. Zum Beispiel versuchte Jane Jacobs’ These der „Guardian Ethic“ und ihr Kontrast zur „Trader Ethic“, die Unterbewertung von Schutzaktivitäten zu erklären, einschließlich der Aufgaben des Schutzes von Kindern, der Fürsorge und Heilung, die traditionell Frauen zugewiesen wurden.
1969 geschrieben und später im Houseworker's Handbook veröffentlicht, stellte Betsy Warriors Housework: Slavery or a Labor of Love und The Source of Leisure Time die These vor, dass die Produktion und Reproduktion von häuslicher Arbeit, die von Frauen verrichtet wird, die Grundlage aller wirtschaftlichen Transaktionen und des Überlebens bilden, obwohl sie unbezahlt sind und nicht im Bruttoinlandsprodukt enthalten sind.
Warrior ist der Ansicht, dass nur eine inklusive, faktenbasierte wirtschaftliche Analyse eine verlässliche Grundlage für die zukünftige Planung von Umwelt- und reproduktiven/Bevölkerungsbedürfnissen bieten kann.
1970 veröffentlichte Ester Boserup Woman's Role in Economic Development und führte die erste systematische Untersuchung der geschlechtsspezifischen Auswirkungen von agrarischer Transformation, Industrialisierung und anderen strukturellen Veränderungen durch. Sie beleuchtete die negativen Folgen, die diese Veränderungen für Frauen hätten. Auf der Grundlage dieses Werks entstand später die These, dass „Frauen und Männer die Stürme makroökonomischer Schocks, neoliberaler Politiken und die Kräfte der Globalisierung auf unterschiedliche Weise überstehen.“
Darüber hinaus wurden in den entwickelten Ländern Maßnahmen wie Gleichstellung in der Beschäftigung zwischen den 1970er und 1990er Jahren eingeführt, doch selbst in Ländern mit starken Gleichstellungstraditionen führte dies nicht zu einer vollständigen Angleichung der Löhne.
Mit der Gründung des Committee on the Status of Women in the Economics Profession (CSWEP) im Jahr 1972 wurden in den 1970er und 1980er Jahren geschlechterbasierte Kritiken an der traditionellen Wirtschaftswissenschaft laut. Die darauffolgende Entstehung von Development Alternatives with Women for a New Era (DAWN) und die Gründung der International Association for Feminist Economics (IAFFE) im Jahr 1992 sowie deren Zeitschrift Feminist Economics im Jahr 1994 förderten das schnelle Wachstum der feministischen Wirtschaftswissenschaft.
Wie in anderen Disziplinen lag der anfängliche Schwerpunkt feministischer Ökonomen darauf, die etablierte Theorie, Methodologie und politische Ansätze zu kritisieren. Die Kritik begann bei der Mikroökonomie des Haushalts und der Arbeitsmärkte und erstreckte sich auf die Makroökonomie und den internationalen Handel, wodurch sie schließlich alle Bereiche der traditionellen Wirtschaftsanalyse umfasste.
Feministische Ökonomen setzten sich für geschlechterbewusste Theorien und Analysen ein, erweiterten den Fokus der Wirtschaftswissenschaften und strebten nach Pluralismus in Methodologie und Forschungsmethoden.

## Kritik der Traditionellen Wirtschaftswissenschaft
Obwohl es keine endgültige Liste der Prinzipien der feministischen Ökonomie gibt, bieten feministische Ökonomen eine Vielzahl von Kritiken an den Standardansätzen der Wirtschaftswissenschaften. Zum Beispiel lieferte die prominente feministische Ökonomin Paula England eine der frühesten feministischen Kritiken an der traditionellen Wirtschaft, indem sie folgende Annahmen infrage stellte:
- Dass interpersonelle Nutzenvergleiche unmöglich seien,
- Dass Präferenzen exogen und unveränderlich seien,
- Dass Akteure egoistisch handeln, und
- Dass Haushaltsvorstände altruistisch handeln.[13]

Diese Liste ist nicht abschließend, repräsentiert jedoch einige der zentralen feministischen Wirtschaftskritiken an der traditionellen Wirtschaft aus einer Vielzahl solcher Sichtweisen und Kritiken.

### Normativität
Viele Feministen machen auf Werturteile in der wirtschaftlichen Analyse aufmerksam. Dies steht im Gegensatz zur typischen Vorstellung der Wirtschaft als positive Wissenschaft, die von vielen Fachleuten vertreten wird.
Zum Beispiel argumentieren Geoff Schneider und Jean Shackelford, dass „die Themen, die Ökonomen wählen, die Fragen, die sie stellen, und die Art der durchgeführten Analysen allesamt das Produkt eines Glaubenssystems sind, das von zahlreichen Faktoren beeinflusst wird, von denen einige ideologischer Natur sind.“
Ähnlich kommentiert Diana Strassmann: „Alle Wirtschaftsstatistiken basieren auf einer zugrunde liegenden Geschichte, die die Grundlage der Definition bildet. Auf diese Weise liegen narrative Konstruktionen zwangsläufig allen Definitionen von Variablen und Statistiken zugrunde. Daher kann die Wirtschaftsforschung nicht vermeiden, inhärent qualitativ zu sein, unabhängig davon, wie sie bezeichnet wird.“
Feministische Ökonomen machen auf diese Werturteile aufmerksam und kritisieren die Darstellung die Disziplin der Wirtschaftswissenschaft als objektive Wissenschaft.

### Freihandel
Feministische Ökonomen hinterfragen, wessen Interessen spezifische Handelspraktiken tatsächlich dienen. Ein Beispiel ist Afrika, wo die Spezialisierung auf den Anbau einer einzelnen Exportfrucht viele Länder extrem anfällig für Preisschwankungen, Wetterbedingungen und Schädlingsbefall gemacht hat. Feministische Ökonomen betrachten dabei auch die geschlechtsspezifischen Auswirkungen von Handelsentscheidungen. So wird beispielsweise „in Ländern wie Kenia das Einkommen aus Exportfrüchten im Allgemeinen von Männern kontrolliert, während Frauen weiterhin für die Bereitstellung von Nahrung und Kleidung für den Haushalt zuständig waren – ihre traditionelle Rolle in der afrikanischen Familie – sowie für die Arbeit zur Produktion von Exportfrüchten. Dadurch litten Frauen erheblich unter dem Übergang von der Subsistenzproduktion zur Spezialisierung und zum Handel.“

### Ausschluss von nicht-marktwirtschaftlicher Aktivität
Feministische Ökonomen machen auf die Bedeutung nicht-marktwirtschaftlicher Aktivitäten, wie beispielsweise Hausarbeit, für die wirtschaftliche Entwicklung aufmerksam. Die Einbeziehung solcher Arbeit in wirtschaftliche Berechnungen beseitigt wesentliche geschlechtsspezifische Verzerrungen, da Frauen unverhältnismäßig häufig diese Aufgaben übernehmen. Wenn diese Arbeit in Wirtschaftsmodellen nicht berücksichtigt wird, bleibt ein Großteil der von Frauen geleisteten Arbeit ignoriert und damit buchstäblich entwertet.
Ailsa McKay plädiert für ein Grundeinkommen als „ein Instrument zur Förderung geschlechterneutraler sozialer Bürgerschaftsrechte“, um diese Probleme teilweise anzugehen.

### Auslassung von Machtverhältnissen
Feministische Ökonomie behauptet oft, dass Machtbeziehungen in der Wirtschaft existieren und daher in Wirtschaftsmodellen auf eine Art und Weise bewertet werden müssen, die bisher übersehen wurde. Zum Beispiel wird in „neoklassischen Texten der Verkauf von Arbeit als ein für beide Seiten vorteilhafter Austausch betrachtet, von dem beide Parteien profitieren. Diese Machtverhältnisse begünstigen häufig Männer, und die besonderen Schwierigkeiten, mit denen sich Frauen am Arbeitsplatz konfrontiert sehen, werden nie erwähnt“. Folglich „hilft uns das Verständnis von Macht und Patriarchat zu analysieren, wie männerdominierte Wirtschaftsinstitutionen funktionieren und warum Frauen am Arbeitsplatz oft benachteiligt sind.“

### Auslassung von Geschlecht und Ethnie
Feministische Wirtschaftswissenschaftler argumentieren, dass Geschlecht und Ethnie in der Wirtschaftsanalyse berücksichtigt werden müssen. Amartya Sen behauptet, dass „die systematisch unterlegene Position von Frauen innerhalb und außerhalb des Haushalts in vielen Gesellschaften auf die Notwendigkeit hinweist, das Geschlecht als eigene Kraft in der Entwicklungsanalyse zu behandeln“ Er fährt fort, dass die Erfahrungen von Männern und Frauen, selbst innerhalb desselben Haushalts, oft so unterschiedlich sind, dass eine Untersuchung der Wirtschaft ohne Berücksichtigung des Geschlechts irreführend sein kann.

### Übertreibung von Geschlechterunterschieden
In einigen Fällen wurden Geschlechterunterschiede übertrieben dargestellt, was Stereotypisierungen fördert.
Darüber hinaus werden Behauptungen, dass Männer und Frauen „unterschiedliche“ Präferenzen (z. B. in Bezug auf Risiko, Wettbewerb oder Altruismus) hätten, oft falsch interpretiert, indem sie als kategorisch betrachtet werden – das heißt, als würden sie für alle Männer und alle Frauen als Individuen gelten. Tatsächlich gehen kleine Unterschiede im durchschnittlichen Verhalten, wie sie in einigen Studien gefunden werden, häufig mit großen Überschneidungen in den Verteilungen von Männern und Frauen einher. Das bedeutet, dass sowohl Männer als auch Frauen in den am meisten risikoscheuen (oder wettbewerbsorientierten oder altruistischen) Gruppen genauso zu finden sind wie in den am wenigsten.

### Homo economicus
In der klassischen Wirtschaftswissenschaft wird die Anthropologie häufig auf das Bild des Homo economicus reduziert. In diesem Modell werden Menschen als rationale Akteure betrachtet, die marginale Analysen verwenden, um viele oder alle ihrer Entscheidungen zu treffen. Feministische Ökonominnen argumentieren, dass Menschen komplexer sind als solche Modelle und fordern „eine ganzheitlichere Vision eines wirtschaftlichen Akteurs, die Gruppeninteraktionen und durch andere Faktoren als Gier motivierte Handlungen umfasst.“
Stattdessen zeigen feministische Ökonominnen wie Nancy Folbre, dass Kooperation ebenfalls eine Rolle in der Wirtschaft spielt. Darüber hinaus kritisieren feministische Ökonomen die Konzentration der neoklassischen Ökonomie auf monetäre Anreize. Dies umfasst unter anderem die berufliche Segregation, die zu ungleicher Bezahlung von Frauen führt. Feministische Forschung in diesen Bereichen widerspricht der neoklassischen Beschreibung der Arbeitsmärkte, in denen Berufe frei von Einzelpersonen gewählt werden, die allein und aus eigenem Antrieb handeln.

### Eingeschränkte Methodologie
Traditionelle Ökonomen argumentieren häufig, dass ein solcher Ansatz Objektivität gewährleistet und die Wirtschaft von „weicheren“ Bereichen wie der Soziologie und der Politikwissenschaft abgrenzt. Feministische Ökonominnen hingegen argumentieren, dass eine mathematische Konzeption der Wirtschaft, die auf knappen Ressourcen basiert, ein Überbleibsel aus den frühen Jahren der Wissenschaft und der kartesischen Philosophie ist und die wirtschaftliche Analyse einschränkt. Aus diesem Grund fordern feministische Ökonominnen häufig eine diversere Datenerhebung und breitere Wirtschaftsmodelle.

## Forschungsbereiche

### Wirtschaftsepistemologie
Feministische Kritiken an der Wirtschaftswissenschaft beinhalten die Feststellung, dass „die Wirtschaft, wie jede Wissenschaft, sozial konstruiert ist.“ Feministische Ökonomen argumentieren, dass soziale Konstruktionen männlich-identifizierte, westliche und heterosexuelle Interpretationen der Wirtschaft privilegieren. Sie integrieren in der Regel feministische Theorien und Rahmen, um zu zeigen, wie traditionelle Wirtschaftsgemeinschaften Erwartungen in Bezug auf angemessene Teilnehmende signalisieren und dadurch Außenseiter ausschließen. Solche Kritiken erstrecken sich auf die Theorien, Methoden und Forschungsfelder der Wirtschaftswissenschaften, um zu zeigen, dass Berichte über das wirtschaftliche Leben tiefgreifend von voreingenommenen historischen Entwicklungen, sozialen Strukturen, Normen, kulturellen Praktiken, zwischenmenschlichen Interaktionen und Politik beeinflusst sind. Feministische Ökonominnen unterscheiden oft kritisch zwischen männlicher Voreingenommenheit in der Wirtschaftswissenschaft, die in erster Linie ein Ergebnis von sozialen Vorstellungen über Geschlecht und nicht von biologischem Geschlecht (Sex) ist.

### Wirtschaftsgeschichte
Feministische Ökonomen argumentieren, dass die Mainstream-Ökonomie unverhältnismäßig stark von Männern europäischer Abstammung, die heterosexuell und aus der mittleren oder oberen Mittelschicht stammen, entwickelt wurde. Dies habe dazu geführt, dass die Lebenserfahrungen der gesamten Vielfalt der Weltbevölkerung – insbesondere von Frauen, Kindern und Menschen in nicht-traditionellen Familien – unterdrückt wurden.
Feministische Ökonomen untersuchen außerdem die Interaktion – oder das Fehlen einer solchen – früher Wirtschaftstheoretiker mit Fragen zu Geschlecht und Frauen. Dabei zeigen sie Beispiele für das historische Engagement von Frauen mit wirtschaftlichem Denken.

### Geschlechterperspektive in makroökonomischen Theorien
Ein zentraler Aspekt der feministischen Ökonomie ist die Bemühung, die theoretische Modellierung der Wirtschaft zu verändern, um geschlechtsspezifische Verzerrungen und Ungleichheiten zu reduzieren. Feministische makroökonomische Untersuchungen konzentrieren sich auf Themen wie internationale Kapitalflüsse, fiskalische Sparpolitik, Deregulierung und Privatisierung, Geldpolitik, internationalen Handel und mehr.

### Haushaltsverhandlungen
Ein zentraler Aspekt der feministischen Ökonomie ist ein anderer Ansatz zum Verständnis von „Familie“ und „Haushalt“. In der klassischen Wirtschaft werden diese Einheiten typischerweise als harmonisch und homogen beschrieben. Gary Becker und die Vertreter der neuen Haushaltstheorie führten die Untersuchung der „Familie“ in die traditionelle Wirtschaftswissenschaft ein, die in der Regel davon ausgeht, dass die Familie eine einzelne, altruistische Einheit ist, in der Geld gleichmäßig verteilt wird. Andere kamen zu dem Schluss, dass eine optimale Verteilung von Gütern und Ressourcen innerhalb der Familie stattfindet, was dazu führt, dass Familien ähnlich wie Individuen betrachtet werden. Laut feministischen Ökonominnen haben diese Modelle „traditionelle Erwartungen an die Geschlechter unterstützt“ und individualistische Modelle der rationalen Wahl angewendet, um das Verhalten im Haushalt zu erklären.

### Pflegeökonomie
Feministische Ökonominnen schließen sich der UN und anderen an, die Pflegearbeit als eine zentrale Komponente für die wirtschaftliche Entwicklung und das menschliche Wohlbefinden anerkennen. Pflegearbeit umfasst alle Aufgaben, die mit Betreuung verbunden sind, und feministische Ökonominnen untersuchen sowohl bezahlte als auch unbezahlte Pflegearbeit. Sie argumentieren, dass die traditionelle Wirtschaftsanalyse oft den Wert unbezahlter Hausarbeit ignoriert. 

### Unbezahlte Arbeit
Unbezahlte Arbeit umfasst Hausarbeit, Pflegearbeit, Subsistenzarbeit, unbezahlte Marktarbeit und Freiwilligenarbeit. Es gibt keine klare Einigung über die Definition dieser Kategorien. Allgemein gesagt tragen diese Arbeitsformen jedoch zur Reproduktion der Gesellschaft bei. Hausarbeit bezieht sich auf die Instandhaltung des Haushalts und ist üblicherweise universell erkennbar, z. B. das Wäschewaschen.

### System der Volkswirtschaftlichen Gesamtrechnungen (SNA)
Jedes Land misst seine wirtschaftliche Leistung nach dem System der Volkswirtschaftlichen Gesamtrechnungen (System of National Accounts, SNA), das hauptsächlich von den Vereinten Nationen (UN) gesponsert, jedoch größtenteils von anderen Organisationen wie der Europäischen Kommission, dem Internationalen Währungsfonds (IWF), der Organisation für wirtschaftliche Zusammenarbeit und Entwicklung (OECD) und der Weltbank umgesetzt wird. Das SNA erkennt an, dass unbezahlte Arbeit von Interesse ist, doch „unbezahlte Haushaltsdienste sind aus [seiner] Produktionsgrenze ausgeschlossen“. Feministische Ökonomen kritisieren diese Auslassung, da durch den Ausschluss unbezahlter Arbeit grundlegende und notwendige Arbeit ignoriert wird. 

### Messung unbezahlter Arbeit
Die am weitesten verbreitete Methode zur Messung unbezahlter Arbeit ist die Erfassung der Zeitnutzung, die „bis 2006 in mindestens 20 Entwicklungsländern umgesetzt wurde und in weiteren in Planung ist“. Die Zeitnutzungserfassung sammelt Daten darüber, wie viel Zeit Männer und Frauen täglich, wöchentlich oder monatlich für bestimmte Tätigkeiten aufwenden, die unter unbezahlte Arbeit fallen. Zu den Techniken zur Erhebung dieser Daten gehören Umfragen, Tiefeninterviews, Tagebücher und teilnehmende Beobachtung. Befürworter von Zeitnutzungstagebüchern argumentieren, dass diese Methode „detailliertere Informationen liefert und eine größere Vielfalt erfasst als vorgegebene Fragen“. Andere sind jedoch der Meinung, dass die teilnehmende Beobachtung, „bei der die Forscherinnen längere Zeiträume in Haushalten verbringen, um zu helfen und den Arbeitsprozess zu beobachten“, genauere Informationen liefert, da die Forscherinnen feststellen können, ob die Befragten ihre Aktivitäten korrekt berichten.
Ein Problem bei der Messung unbezahlter Arbeit ist die Erhebung genauer Informationen.
Ein zweites Problem ist die Schwierigkeit von Vergleichen über Kulturen hinweg. „Vergleiche zwischen Ländern werden derzeit durch Unterschiede in der Aktivitätsklassifikation und Nomenklatur erschwert.“ Eingehende Umfragen könnten die einzige Möglichkeit sein, die gewünschten Informationen zu erhalten, machen jedoch länderübergreifende Vergleiche schwierig. Ein Beispiel hierfür ist der Mangel an adäquater universeller Terminologie im Zusammenhang mit unbezahlter Arbeit. 
Ein drittes Problem ist die Komplexität der Hausarbeit und die Schwierigkeit, Kategorien unbezahlter Arbeit zu trennen. 

## Methodik

### Interdisziplinäre Datenerhebung
Viele feministische Ökonominnen stellen die Auffassung in Frage, dass nur „objektive“ (oft als quantitativ angenommene) Daten gültig sind. Stattdessen sagen sie, dass Ökonominnen ihre Analysen durch die Verwendung von Datensätzen aus anderen Disziplinen oder durch den verstärkten Einsatz qualitativer Methoden bereichern sollten. Darüber hinaus schlagen viele feministische Ökonominnen vor, nicht traditionelle Datenerhebungsstrategien zu verwenden, wie z. B. „die Verwendung von Growth-Accounting-Rahmenwerken, die Durchführung empirischer Tests von Wirtschaftstheorien, die Entwicklung von Länderfallstudien und die Verfolgung von Forschung auf konzeptioneller und empirischer Ebene“.

### Ethisches Urteil
Feministische Ökonominnen weichen insofern von der traditionellen Wirtschaftswissenschaft ab, als sie sagen, dass „ethische Urteile ein gültiger, unausweichlicher und in der Tat wünschenswerter Teil der Wirtschaftsanalyse sind.“
Länderbezogene Fallstudien Feministische Ökonominnen verwenden häufig länderspezifische oder kleinere Fallstudien, die sich auf Entwicklungsländer oder Bevölkerungsgruppen konzentrieren, die oft nur unzureichend erforscht sind.

### Human Development Index (HDI)
Feministische Wirtschaftswissenschaftlerinnen befürworten häufig die Verwendung des Index für menschliche Entwicklung als zusammengesetzte Statistik, um Länder anhand ihres allgemeinen Niveaus der menschlichen Entwicklung zu bewerten, im Gegensatz zu anderen Maßstäben. Der HDI berücksichtigt eine breite Palette von Messgrößen, die über monetäre Erwägungen hinausgehen, darunter Lebenserwartung, Alphabetisierung, Bildung und Lebensstandard für alle Länder weltweit.

### Geschlechtsspezifischer Entwicklungsindex (GDI)
Der geschlechtsspezifische Entwicklungsindex (GDI) wurde 1995 im Bericht über die menschliche Entwicklung des Entwicklungsprogramms der Vereinten Nationen eingeführt, um den Index für menschliche Entwicklung um eine geschlechtsspezifische Dimension zu erweitern. Der GDI berücksichtigt nicht nur das durchschnittliche oder allgemeine Niveau des Wohlstands und des Wohlbefindens in einem bestimmten Land, sondern auch, wie dieser Wohlstand und das Wohlbefinden zwischen verschiedenen Gruppen innerhalb der Gesellschaft, insbesondere zwischen den Geschlechtern, verteilt ist. Feministische Ökonominnen sind sich jedoch nicht allgemein über die Verwendung des GDI einig, und einige bieten Verbesserungen an.

## Organisationen
Die feministische Ökonomie gewinnt immer mehr an Anerkennung und Ansehen, wie die zahlreichen Organisationen zeigen, die sich ihr widmen oder von ihren Grundsätzen stark beeinflusst sind. Internationale Vereinigung für Feministische Ökonomie Hauptartikel: Internationale Vereinigung für Feministische Ökonomie Die 1992 gegründete International Association for Feminist Economics (IAFFE) ist unabhängig von der American Economic Association (AEA) und hat sich zum Ziel gesetzt, die männlichen Vorurteile in der neoklassischen Wirtschaftswissenschaft zu bekämpfen. Obwohl die meisten Mitglieder Wirtschaftswissenschaftler sind, steht sie „nicht nur weiblichen und männlichen Wirtschaftswissenschaftlern offen, sondern auch Akademikern aus anderen Bereichen sowie Aktivisten, die keine Akademiker sind“, und hat derzeit über 600 Mitglieder in 64 Ländern, obwohl die Gründungsmitglieder hauptsächlich in den USA ansässig waren, ist die Mehrheit der derzeitigen Mitglieder der IAFFE außerhalb der USA ansässig. Im Jahr 1997 erhielt die IAFFE den Status einer Nichtregierungsorganisation bei den Vereinten Nationen. Zeitschrift Feministische Ökonomie Hauptartikel: Feministische Ökonomie (Zeitschrift) Feminist Economics, herausgegeben von Diana Strassmann von der Rice University und Günseli Berik von der University of Utah, ist eine von Experten begutachtete Zeitschrift, die ein offenes Forum für den Dialog und die Debatte über feministische Wirtschaftsperspektiven bieten soll. Die Zeitschrift unterstützt eine normative Agenda zur Förderung einer Politik, die das Leben der Menschen in der Welt, sowohl der Frauen als auch der Männer, verbessern soll. 1997 wurde die Zeitschrift mit dem Council of Editors and Learned Journals (CELJ) Award als beste neue Zeitschrift ausgezeichnet. Im ISI Social Science Citation Index 2007 rangiert die Zeitschrift Feminist Economics auf Platz 20 von 175 wirtschaftswissenschaftlichen Zeitschriften und auf Platz 2 von 27 Zeitschriften im Bereich Frauenforschung.